# Thomas Edward Laws Moore
Thomas Edward Laws Moore (1819-Plymouth, 1872) fue un marino y administrador colonial británico.

## Biografía
Ingresó a la Marina Real británica en octubre de 1832. De 1839 hasta 1843, fue empleado a bordo del HMS Terror, comandado por Francis Crozier como parte de una expedición enviada bajo las órdenes del Capitán James Clark Ross a la Antártida con fines de investigación magnética y descubrimiento geográfico.
El 4 de octubre de 1843 fue ascendido a teniente. El 11 de noviembre de 1843 fue designado teniente en el HMS Caledonia, buque insignia del almirante David Milne, comandado por Alexander Milne, apostado en Devonport, Australia. El 4 de septiembre de 1844 fue nombrado teniente adicional en el HMS Winchester, buque insignia de Josceline Percy, comandado por Charles Eden, apostado en la Ciudad del Cabo (en la actual Sudáfrica) hasta 1845.
Del 20 de mayo de 1846 a diciembre de 1846 fue teniente en el HMY William & Mary, comandado por Houston Stewart. El 17 de noviembre de 1847 fue asignado como teniente comandante del HMS Plover, durante de la expedición de búsqueda de John Franklin en el Ártico, siendo ascendido a comandante de la misma nave en 1848, navegando por el Estrecho de Bering. El 13 de enero de 1852 fue ascendido a rango de capitán.
Entre 1855 y 1862 se desempeñó como el tercer gobernador colonial del territorio británico de ultramar de las Islas Malvinas, en litigio con Argentina.
Se retiró de la Marina el 24 de mayo de 1869, y falleció en 1872 en la ciudad inglesa de Plymouth.